# Borił
Borił – (bułg. Борил) car bułgarski w latach 1207-1218. Siostrzeniec carów Asena i Piotra. Objął tron w 1207 roku, po zamordowaniu wuja Kałojana. Jego panowanie stanowi okres osłabienia władzy centralnej w państwie i niepokojów społecznych. Na arenie międzynarodowej doznał szeregu niepowodzeń. W 1218 roku został zdetronizowany przez swego kuzyna Iwana Asena II.

## Związki rodzinne
Borił wywodził się z rodziny bojarów kumańskich z okolic Tyrnowa. Rodzina posiadała rozległe stosunki wśród Kumanów mieszkających na północ od Dunaju. Był synem nieznanej z imienia siostry pierwszych carów z dynastii Asenowiczów: Asena I, Piotra i Kałojana. Jego bratem był Strez, sewastokrator, twórca własnego państwa w zachodniej Macedonii. Kuzynami Boriła byli: Aleksy Sław syn siostry jego matki oraz synowie Asena I: Aleksander i Iwan Asen II car Bułgarii w latach 1218-1241.
|                                              |                                              |                                              |                                              |                                            |                                            |             |             |                             |                             |                           |                           |
| Nieznany bojar tyrnowski                     |                                              |                                              |                                              |                                            |                                            |             |             |                             |                             |                           |                           |
|                                              |                                              |                                              |                                              |                                            |                                            |             |             |                             |                             |                           |                           |
|                                              |                                              |                                              |                                              |                                            |                                            |             |             |                             |                             |                           |                           |
| Teodor-Piotr (panował 1186–1188 i 1196–1197) | Teodor-Piotr (panował 1186–1188 i 1196–1197) | Teodor-Piotr (panował 1186–1188 i 1196–1197) | Teodor-Piotr (panował 1186–1188 i 1196–1197) | Asen I (panował 1188–1196)                 | Asen I (panował 1188–1196)                 | siostra     | siostra     | Kałojan (panował 1197–1207) | Kałojan (panował 1197–1207) | siostra                   | siostra                   |
|                                              |                                              |                                              |                                              |                                            |                                            |             |             |                             |                             |                           |                           |
|                                              |                                              |                                              |                                              |                                            |                                            |             |             |                             |                             |                           |                           |
| Aleksander                                   | Aleksander                                   | Aleksander                                   | Aleksander                                   | Iwan Asen II (zm. 1241, panował 1218–1241) | Iwan Asen II (zm. 1241, panował 1218–1241) | Aleksy Sław | Aleksy Sław | Strez                       | Strez                       | Borił (panował 1207–1218) | Borił (panował 1207–1218) |
|                                              |                                              |                                              |                                              |                                            |                                            |             |             |                             |                             |                           |                           |
|                                              |                                              |                                              |                                              |                                            |                                            |             |             |                             |                             | Maria                     |                           |

## Życiorys

### Rozpad państwa

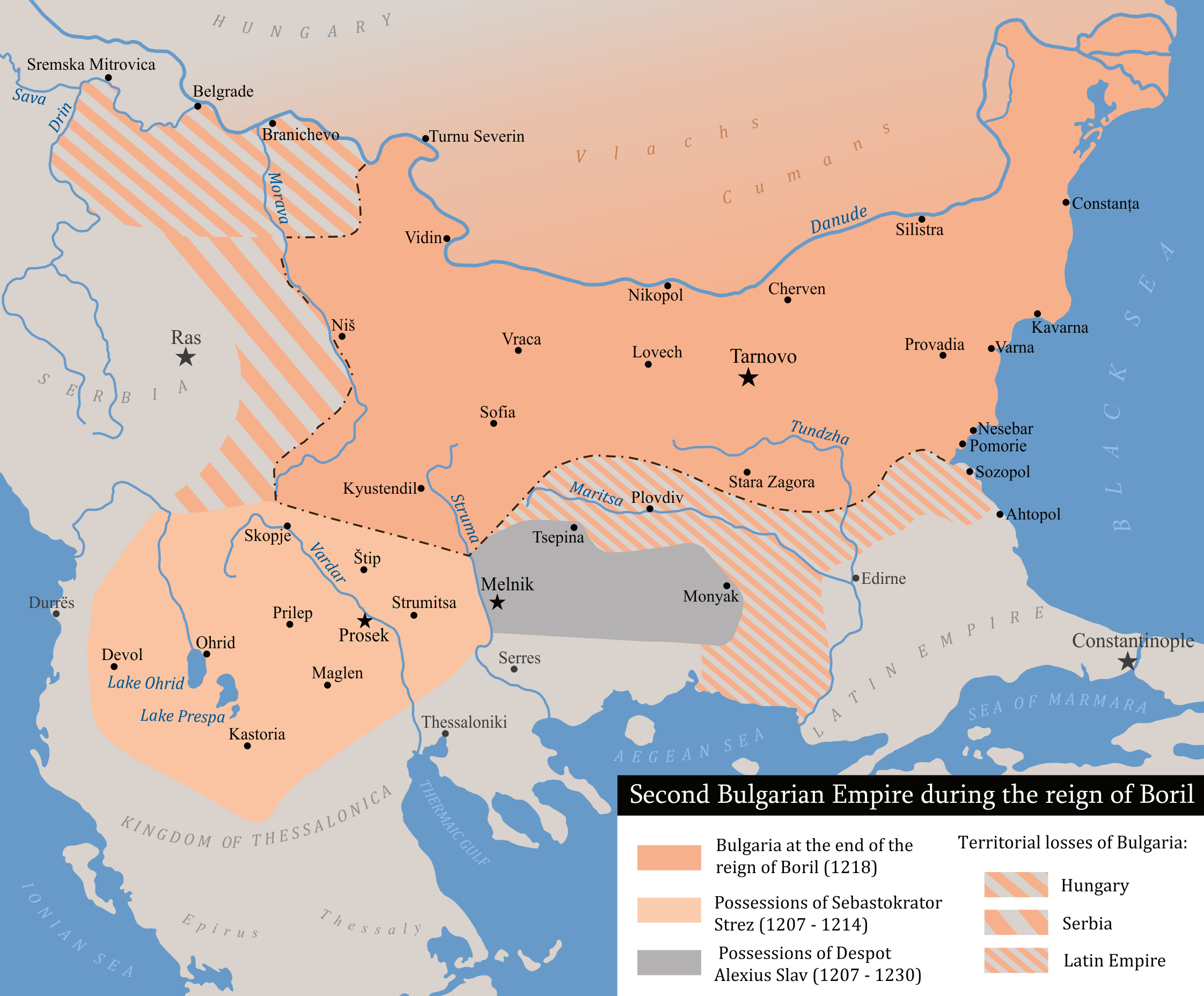
Bułgaria za panowania Boriła(1207-1218)

W 1207 roku Borił stanął na czele spisku przeciw wujowi Kałojanowi. Kałojan opanował w tym roku całą niemal Macedonię i obległ Tesalonikę. W trakcie oblężenia został zamordowany we własnym namiocie przez swego naczelnego wodza, Manastyra, bojara kumańskiego pochodzenia działającego z namowy kumańskiej żony Kałojana i Boriła. Po śmierci Kałojana Borił poślubił wdowę po zamordowanym wuju i objął władzę w państwie. Chcąc zabezpieczyć swoje panowanie wygnał z kraju członków rodziny panującej. Synowie Asena I: Aleksander i Iwan Asen schronili się u Kumanów, a następnie na Rusi Halickiej. Brat Boriła Strez zbiegł do Serbii, po czym przy pomocy wielkiego żupana Stefana Nemanicza zdobył Macedonię i oderwał ją od Bułgarii, za stolicę obierając sobie Prosek. Idąc za przykładem Streza i inni krewni Boriła ogłaszali się panami swych ziem. Kuzyn Boriła Aleksy Sław utworzył państewko w Rodopach i został wasalem cesarza łacińskiego Henryka. Bułgaria rozpadła się na szereg drobnych państewek. Borił utracił większość zdobyczy Kałojana. Węgrzy zagarnęli Belgrad i Braniczewo, Serbowie Nisz. Wiosną 1208 Borił na czele wielkiej armii bułgarsko-kumańskiej uderzył na pozostającą w ręku łacinników Trację, poniósł jednak klęskę pod Płowdiwem i utracił należące do Bułgarii ziemie w Tracji.

### Zamęt wewnętrzny
Z osłabieniem władzy centralnej łączyło się pogorszenie położenia ludności wiejskiej i miejskiej. Bojarzy podporządkowywali sobie wolną dotychczas ludność, włączając do swych posiadłości wsie carskie i kościelne wraz z cerkwiami i klasztorami. Car Borił przyznał majątkom bojarskim pełny immunitet gospodarczy, a być może także sądowy. Niepewna sytuacja społeczna przyniosła ponowne ożywienie ruchu bogomilskiego. W Sredcu na czele na czele nowo powstałej gminy stanął dziad (dedec) Piotr. Wzmocniły swą działalność kościoły Bułgaria, Draguwitia i Melnik – rozwijające się w Macedonii. Borił zwołał na 11 lutego 1211 do Tyrnowa wielki sobór przeciw bogomiłom z udziałem duchowieństwa i bojarów. Po zakończeniu obrad synodu car polecił opracować synodik, przełożony z greckiego synodika z IX wieku, zawierający formuły potępienia i anatemy na różne herezje. Bogomili zostali oskarżeni o spisek na życie cara i potępieni jako rozbójnicy i zabójcy. Rozpoczęły się prześladowania bogomiłów w Bułgarii.

### Upadek
W 1211 bojarzy kumańscy podnieśli bunt w Widyniu i wezwali na pomoc Węgrów. Bunt został stłumiony. W 1212 roku połączone armie Boriła i sewastokratora Streza zostały rozbite przez Łacinników cesarza Henryka i Greków z Epiru pod Pelagonią. Po tej klęsce Borił zawarł w 1213 roku sojusz z cesarzem Henrykiem i wydał za niego swą córkę Marię, po czym obległ Streza w Proseku. W 1214 roku armie obu sojuszników pokonał Stefan Nemanicz. W tym samym roku zmarł Strez, będącą pod jego władzą, prawie całą Macedonię, zajął jednak nie Borił lecz władca Epiru Teodor Angelos Dukas Komnen.
Po kolejnych niepowodzeniach Boriła opozycja przeciw jego rządom porozumiała się z przebywającymi na wygnaniu Iwanem Asenem i Aleksandrem. W 1217 roku Iwan Asen wkroczył z oddziałami ruskimi do Bułgarii, opanował większość terytoriów i obległ cara w Tyrnowie. Po siedmiu miesiącach w 1218 roku oblężeni przed Iwanem Asenem bramy. Borił został schwytany i oślepiony.